# Pachycondyla dubitata
Pachycondyla dubitata är en myrart som först beskrevs av Auguste-Henri Forel 1900.  Pachycondyla dubitata ingår i släktet Pachycondyla och familjen myror. Inga underarter finns listade i Catalogue of Life.